# میدوی، شهرستان مرسر، ویرجینیای غربی
میدوی (به انگلیسی: Midway) یک منطقهٔ مسکونی در ایالات متحده آمریکا است که در ویرجینیای غربی واقع شده‌است. میدوی ۷۶۲٫۰۱ متر بالاتر از سطح دریا واقع شده‌است.